# Astrud Gilberto

Astrud Gilberto, 1970.

Astrud Gilberto, född Weinert 29 mars 1940 i Salvador, Bahia, död 5 juni 2023 i Philadelphia, Pennsylvania, var en brasiliansk jazzsångare och även sångare av traditionell brasiliansk musik som samba och bossa nova. Hon blev internationellt känd när hon tillsammans med Stan Getz gjorde The Girl from Ipanema. Gilberto var 1959–1964 gift med musikern João Gilberto.

## Biografi
Astrud Gilberto föddes i delstaten Bahia i Brasilien som dotter till en brasiliansk mor och en tysk far. Hon växte upp i Rio de Janeiro. Hon gifte sig med João Gilberto 1959 och emigrerade till USA 1963, där hon därefter bodde. Hon skilde sig i mitten av 1960-talet från João Gilberto och inledde en relation med sin musikpartner, Stan Getz.
Hon sjöng på det inflytelserika albumet Getz/Gilberto med João Gilberto, Stan Getz, och Antonio Carlos Jobim. Gilberto hade aldrig uppträtt professionellt och hon sjöng vid inspelningen på inrådan av sin dåvarande man, João Gilberto.
Hennes inspelning av The Girl from Ipanema etablerade henne som jazz- och popsångerska. Den sålde i över en miljon exemplar och fick en guldskiva.

1964 framträdde Gilberto i filmerna Get Yourself a College Girl och The Hanged Man. Hennes första soloalbum var The Astrud Gilberto Album (1964). Efter flytten till USA gav hon sig ut på turné med Getz. Efter att ha inlett som bossa nova- och jazzsångerska började Gilberto spela in sina egna kompositioner på 70-talet. Hennes repertoar omfattar "The Shadow of Your Smile", "It Might as Well Be Spring", "Love Story", "Fly Me to the Moon", "Day by Day", "Here's That Rainy Day", och "Look to the Rainbow". Hon har spelat in sånger på portugisiska, engelska, spanska, italienska, franska, tyska, och japanska.
1982 anslöt sig Gilbertos son Marcelo till hennes grupp och turnerade med henne i mer än ett decennium som basist. Därutöver samproducerade han albumen Live in New York (1996) och Temperance (1997). Hennes son Gregory Lasorsa spelade gitarr på Temperance, på spåret "Beautiful You" där också sångaren Michael Franks medverkar.
Gilberto erhöll Latin Jazz USA Award för Lifetime Achievement 1992 och fick en plats i International Latin Music Hall of Fame 2002. 1996 bidrog hon till välgörenhetsalbumet Red Hot + Rio som producerades av Red Hot Organization till förmån för AIDS, där hon framförde "Desafinado" tillsammans med George Michael. 2002 meddelade Gilberto att hon drog sig tillbaka från publika framträdanden. Hon är också en hängiven förespråkare för djurrätt.
Hennes första inspelning av "Fly Me to the Moon" redigerades som en duett med en inspelning av samma sång med Frank Sinatra för soundtracket till Down with Love (2003). Hennes inspelning "Who Can I Turn To?" samplades av The Black Eyed Peas i spåret "Like That" från albumet Monkey Business. Hennes sång på "Berimbau" samplades av Cut Chemist i hans låt "The Garden". Hennes inspelning av "Once I Loved" förekom i filmen Juno från 2007.
Spåret "Astrud" på Basia Trzetrzelewskas album Time and Tide från 1987 är en hyllning till Gilberto.

## Diskografi

### Album
- 1964 – Getz au Go Go med The New Stan Getz Quartet (Verve)
- 1964 – Stan Getz meets João & Astrud Gilberto
- 1965 – The Astrud Gilberto Album (Verve)
- 1965 – The Shadow of Your Smile (Verve)
- 1966 – Look to the Rainbow (Verve)
- 1966 – Beach Samba (Verve)
- 1967 – A Certain Smile, a Certain Sadness med Walter Wanderley (Verve)
- 1968 – Windy (Verve)
- 1969 – September 17, 1969 (Verve)
- 1970 – I Haven't Got Anything Better to Do (Verve)
- 1971 – Gilberto with Turrentine med Stanley Turrentine (CTI Records)
- 1972 – Now (Perception)
- 1977 – That Girl from Ipanema (Audio Fidelity)
- 1987 – Astrud Gilberto Plus James Last Orchestra (Polygram)
- 1996 – Live in New York (Pony Canyon)
- 1997 – Temperance (Pony Canyon)
- 2002 – Jungle (Magya Productions)

### Samlingsalbum
- 1966 – The Girl from Ipanema (Polydor)
- 1968 – Canta in Italiano (Verve)
- 1969 – Gilberto Golden Japanese Album (Verve)
- 1971 – The Very Best of Astrud Gilberto (Verve)
- 1982 – The Best of Astrud Gilberto (Verve/Polydor Holland)
- 1984 – The Essential Astrud Gilberto (Polydor)
- 1985 – The Best of Astrud Gilberto, Vol. 2 (Verve/Polydor Holland)
- 1985 – This Is Astrud Gilberto (Verve)
- 1987 – Compact Jazz: Astrud Gilberto (Verve)
- 1991 – The Silver Collection: Astrud Gilberto (Verve)
- 1994 – Verve Jazz Masters 9 (Verve)
- 1996 – Jazz ’Round Midnight (Verve)
- 1998 – Talkin’ Verve (Verve)
- 2001 – Astrud Gilberto's Finest Hour (Verve)
- 2003 – The Diva Series (Astrud Gilberto) (Verve)
- 2004 – Astrud for Lovers (Verve)
- 2005 – The Best of Astrud Gilberto: The Millennium Collection (Verve)
- 2006 – The Very Best of Astrud Gilberto (Verve)
- 2006 – Coffee & Bossa: The Chillout Sound of Astrud Gilberto (Universal)
- 2006 – Non-Stop to Brazil (Verve)
- 2008 – Gold (Verve)

### Soundtracks
- 1964 – Get Yourself a College Girl (Sång: "The Girl from Ipanema")
- 1965 – The Deadly Affair (Verve)
- 2001 – Heart Breakers (Sång: "Agua de Beber")
- 2002 – Catch Me If You Can (Sång: "Garota de Ipanema")
- 2003 – Down with Love (Sång: "Fly Me to the Moon (In Other Words)")
- 2008 – Juno (Sång: "Once I Loved")

### Framträdanden
- 1963 – Stan Getz and João Gilberto – Getz/Gilberto (Verve)
- 1982 – Shigeharu Mukai och Astrud Gilberto – So & So – Mukai Meets Gilberto (Denon)
- 1983 – Michael Franks – Passionfruit (Warner Bros.)
- 1996 – Red Hot + Rio, AIDS-välgörenhetsalbum producerat av Red Hot Organization – Desafinado (Off Key), framförd av Astrud Gilberto och George Michael (Verve)
- 1996 – Étienne Daho – Eden (Virgin)
- 1998 – George Michael – Ladies & Gentlemen: The Best of George Michael (Sony)
- 2002 – Verve Remixed – Who Needs Forever? (samling)